# Pantherophis
Genre
Pantherophis est un genre de serpents de la famille des Colubridae.

## Répartition
Les espèces de ce genre se rencontrent au Mexique, aux États-Unis et dans le sud du Canada. Pantherophis guttatus a été introduit aux Antilles.

## Liste des espèces
Selon The Reptile Database (13 mars 2012) :
- Pantherophis alleghaniensis (Holbrook, 1836)
- Pantherophis bairdi (Yarrow, 1880)
- Pantherophis emoryi (Baird & Girard, 1853)
- Pantherophis guttatus (Linnaeus, 1766)
- Pantherophis obsoletus (Say, 1823)
- Pantherophis ramspotti Crother, White, Savage, Eckstut, Graham & Gardner, 2011
- Pantherophis slowinskii (Burbrink, 2002)
- Pantherophis spiloides (Duméril, Bibron & Duméril, 1854)
- Pantherophis vulpinus (Baird & Girard, 1853)

## Taxonomie
Les espèces de ce genre étaient pour la plupart classées auparavant dans le genre Elaphe, Pantherophis a été relevé de sa synonymie à la suite des analyses génétiques de Utiger & al., 2002.

## Publication originale
- Fitzinger, 1843 : Systema Reptilium, fasciculus primus, Amblyglossae. Braumüller et Seidel, Wien, p. 1-106 (texte intégral).